# Brachyphallus crenatus
Brachyphallus crenatus är en plattmaskart. Brachyphallus crenatus ingår i släktet Brachyphallus och familjen Hemiuridae. Inga underarter finns listade i Catalogue of Life.